# José de Posada Herrera
José de Posada Herrera (Llanes, 31 de março de 1814 — Llanes, 7 de setembro de 1885) foi um jurista e político espanhol. Ocupou o lugar de presidente do governo de Espanha de 1883 a 1884.